# Lödder

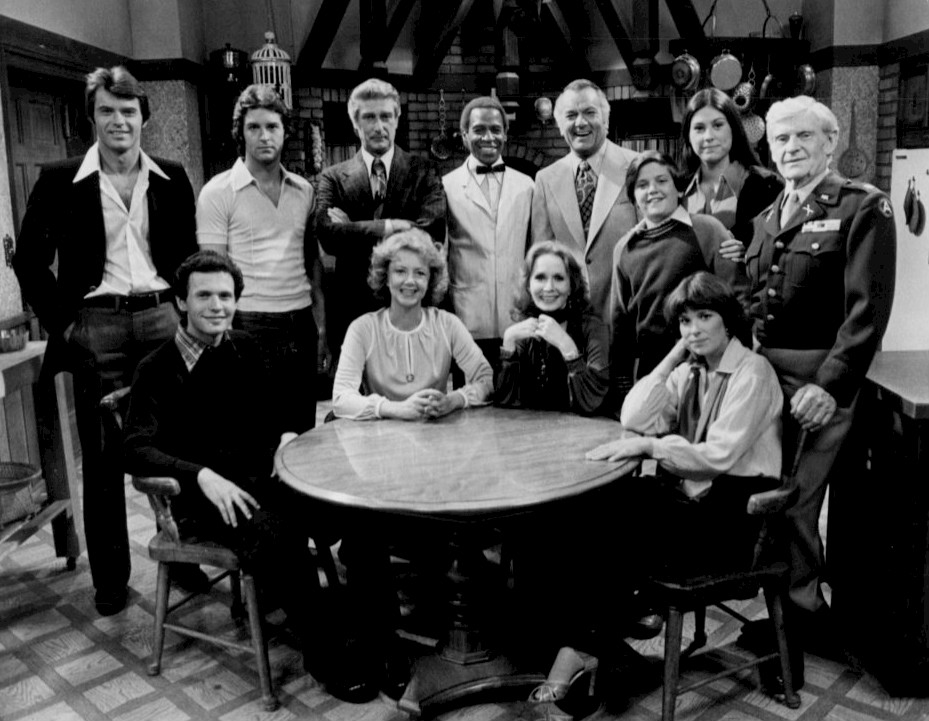
Skådespelarensemblen 1977.

Lödder (originaltitel: Soap) är en amerikansk situationskomediserie, som sändes på TV-kanalen ABC mellan 1977 och 1981. 
Titeln Lödder kommer sig av att serien liknade – och parodierade – samtida såpoperor. Serien skapades, skrevs, regisserades och producerades av Susan Harris, som även står bakom komediserien Pantertanter. Serien var kontroversiell på sin tid, bland annat då den innehöll den första homosexuella rollfiguren, Jodie Dallas (Billy Crystal), i ett amerikanskt familjeprogram. Många TV-bolag vägrade sända serien på grund av detta. I Sverige hade serien premiär på SVT i oktober 1978.
Varje avsnitt är en halvtimme långt och sändes på bästa sändningstid. När serien sändes i svensk TV var det Anders Gernandt som i slutet av varje avsnitt uppmanade tittarna att se nästa avsnitt. Serien blev också populär i Sverige med mycket uppmärksamhet i media, trots att den typ av såpopera sänd på dagtid som parodierades var i stort sett okänd i Sverige.
Rollfiguren Benson (spelad av Robert Guillaume) fick en egen spinoffserie år 1979, med titeln Benson.

## Handling
Lödder handlar om de två systrarna Jessica Tate (Katherine Helmond) och Mary Campbell (Cathryn Damon) och deras familjer. Campbells är en medelklassfamilj, medan familjen Tate är rik och till och med har en egen butler, den mycket sarkastiske Benson (Robert Guillaume).
Serien Lödder satte en ära i att göra relationer så komplicerade som möjligt, i en uppenbar drift med såpoperor. Många bisarra händelser inträffar i TV-serien, exempelvis blir Marys man Burt (Richard Mulligan) utbytt mot en utomjording, som ser identisk ut. Burt har en son, Chuck (Jay Johnson), som inte kan förmå sig att säga negativa saker – istället låter han genom buktaleri sin handhållna docka Bob fälla alla kritiska yttranden.

## Rollista

### Huvudroller
- Katherine Helmond – Jessica Tate
- Cathryn Damon – Mary Campbell
- Robert Mandan – Chester Tate
- Richard Mulligan – Burt Campbell

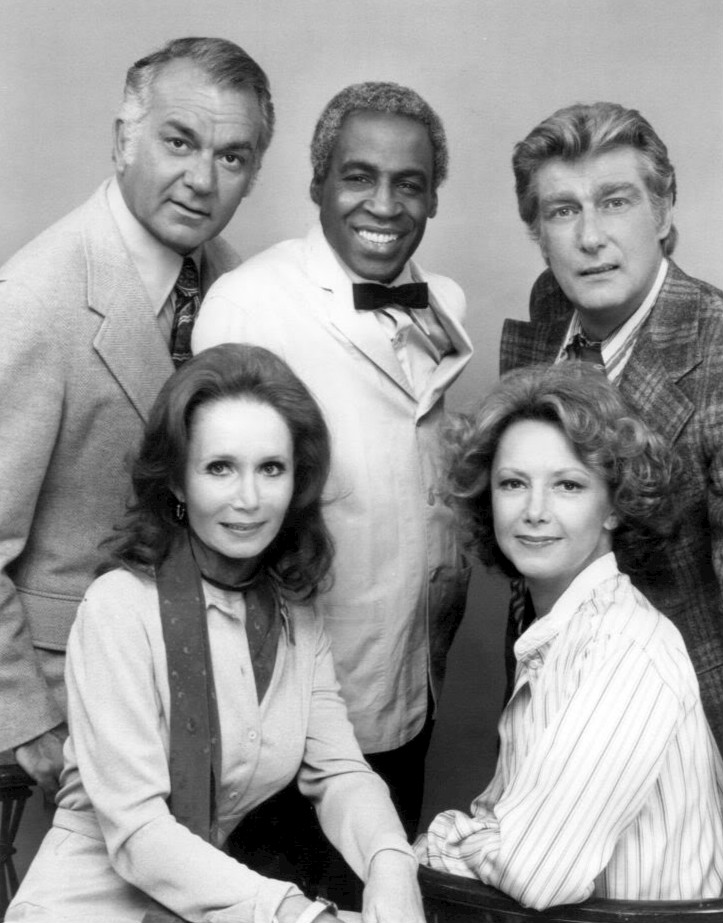
Stående, från vänster: Robert Mandan (Chester Tate), Robert Guillaume (Benson), Richard Mulligan (Burt Campbell).
Sittande, fr.v: Katherine Helmond (Jessica Tate), Cathryn Damon (Mary Campbell).

- Diana Canova – Corinne Tate Flotsky
- Jennifer Salt – Eunice Tate-Leitner
- Jimmy Baio – Billy Tate
- Robert Guillaume – Benson
- Arthur Peterson – Majoren
- Billy Crystal – Jodie Dallas
- Ted Wass – Danny Dallas
- Jay Johnson – Chuck och Bob Campbell
- Roscoe Lee Browne – Saunders
- Donnelly Rhodes – Dutch Leitner
- Robert Urich – Peter Campbell
- Sal Viscuso – Timothy Flotsky

### Återkommande roller i urval
- Harold Gould – Barney Gerber
- John Byner – Detective Donahue
- Inga Swenson – Ingrid Svenson
- Rebecca Balding – Carol David

## Övrigt
- Arthur Peterson, som spelade "Majoren", var svenskättling och gjorde, medan serien visades i svensk TV, ett besök i Sverige. Han fick då framträda som TV-hallåa och påannonsera ett avsnitt av Lödder.